# Доње Поље (Шибеник)
Доње Поље је насељено мјесто у Далмацији. Припада граду Шибенику, у Шибенско-книнској жупанији, Република Хрватска.

## Географија
Доње Поље се налази око 10 км југоисточно од Шибеника.

## Становништво
Према попису становништва из 2011. године, насеље Доње Поље је имало 267 становника.
| Демографија | Демографија | Демографија |
| Година      | Становника  | Становника  |
| ----------- | ----------- | ----------- |
| 1971.       | 173         |             |
| 1981.       | 171         |             |
| 1991.       | 199         |             |
| 2001.       | 233         |             |
| 2011.       |             | 267         |